# Mirobisium cavimanum
Mirobisium cavimanum är en spindeldjursart som först beskrevs av Beier 1930.  Mirobisium cavimanum ingår i släktet Mirobisium och familjen Gymnobisiidae. Inga underarter finns listade i Catalogue of Life.